# Giri Kencana
Giri Kencana is een bestuurslaag in het regentschap Bengkulu Utara van de provincie Bengkulu, Indonesië. Giri Kencana telt 4284 inwoners (volkstelling 2010).